# Simulium decorum
Simulium decorum är en tvåvingeart som beskrevs av Walker 1848. Simulium decorum ingår i släktet Simulium och familjen knott. Inga underarter finns listade i Catalogue of Life.